# کانودوس
کانودوس (به پرتغالی: Canudos) یک منطقهٔ مسکونی در برزیل است که در باهیا واقع شده‌است. کانودوس ۱۶٬۷۵۳ نفر جمعیت دارد.
کانودوس مکان محوری اتفاقاتی است که در رمان الگو:جنگ آخر الزمان اثر الگو:ماریو بارگاهی یوسا رخ می دهد